# Палац Потоцьких (Івано-Франківськ)
Палац Потоцьких — пам'ятка архітектури та містобудування історичного значення в місті Івано-Франківськ. Комплекс палацу був збудований у 1672–1682 рр. і добудовувався у 1980-х.
Його звів польський коронний гетьман Андрій Потоцький для себе і родини. Він використовувався спершу, як місце проживання власників Станиславова, а згодом упродовж десятиліть — як військовий госпіталь. У радянські часи тут діяв військовий госпіталь.
Наразі дослідники не мають навіть приблизного «портрету» резиденції. Історія палацу, найбільш ймовірно, зберігається у польських або австрійських архівах.
Палац Потоцьких у Івано-Франківську є об'єктом охорони культурної спадщини, він охороняється державою — розпорядженням виконавчого комітету Івано-Франківської обласної ради народних депутатів від 26 травня 1981 р. № 238 — р його визнано пам'яткою місцевого значення.
На даний час місцева влада продовжує його реставрувати.

Мандрівник Ульріх фон Вердум, який відвідав місто у 1672 році так описує побачене: 
Замок, у якому він сам зараз живе, також лише дерев'яний, але вже завезено балки, цеглу й кам'яні плити для іншого замку, важкої будівлі, що має звестися в південно-східному кінці міста. Воєвода хоче забезпечити його вежами та іншими укріпленнями, як цитадель.